# Česko na mistrovství světa v biatlonu
Česko na mistrovství světa v biatlonu uvádí výsledky českých biatlonistů a na biatlonistek na mistrovství světa v biatlonu, po olympijských hrách nejvyšší biatlonové soutěži.
Česko se na biatlonovém mistrovství světa poprvé představilo v roce 1993 jako nástupnický stát Československa, které v rámci mistrovství světa získalo jednu stříbrnou a tři bronzové medaile. 
Česko do roku 2024 získalo doposud 21 medailí, z toho šest zlatých – vůbec prvními českými mistryněmi světa se staly české biatlonistky při premiérové účasti v závodě ženských štafet. Vůbec první individuální českou vítězkou se stala Kateřina Holubcová v roce 2003, když vyhrála vytrvalostní závod. Dalšími českými mistry světa jsou Roman Dostál z vytrvalostního závodu z roku 2005, česká smíšená štafeta z roku 2015, Gabriela Koukalová ze sprintu z 2017 a Markéta Davidová z vytrvalostního závodu z roku 2021.
Vůbec dosud nejúspěšnějšími mistrovstvími se stala Mistrovství světa 2015 ve finském Kontiolahti a Mistrovství světa 2017 v rakouském Hochfilzenu, když v obou případech Češi získali čtyři cenné kovy, pokaždé včetně jedné zlaté. V roce 2015 kromě triumfu ve smíšené štafetě obsadila Gabriela Soukalová druhé místo ve vytrvalostním závodě a Ondřej Moravec vybojoval stříbro v závodě s hromadným startem a bronz ve vytrvalostním závodě, a o dva roky později Soukalová pod novým příjmením po sňatku jako Koukalová ovládla sprint, druhá dojela ve vytrvalostním závodě a třetí ve stíhacím závodě, a Moravec ve vytrvalostním dojel druhý.
Na území České republiky se světový šampionát konal doposud dvakrát – poprvé v roce 2013, podruhé o jedenáct let později v roce 2024. Dějištěm se v obou případech stala Vysočina Aréna v Novém Městě na Moravě.

## Přehled medailí
| Rok    | Zlato | Stříbro | Bronz | Celkově |
| ------ | ----- | ------- | ----- | ------- |
| 1993   | 1     | 0       | 0     | 1       |
| 1994   | 0     | 0       | 0     | 0       |
| 1995   | 0     | 1       | 0     | 0       |
| 1996   | 0     | 0       | 0     | 0       |
| 1997   | 0     | 0       | 0     | 0       |
| 1998   | 0     | 0       | 0     | 0       |
| 1999   | 0     | 0       | 0     | 0       |
| 2000   | 0     | 0       | 0     | 0       |
| 2001   | 0     | 0       | 0     | 0       |
| 2002   | 0     | 0       | 0     | 0       |
| 2003   | 1     | 0       | 2     | 3       |
| 2004   | 0     | 0       | 0     | 0       |
| 2005   | 1     | 0       | 0     | 1       |
| 2006   | 0     | 0       | 0     | 0       |
| 2007   | 0     | 1       | 1     | 2       |
| 2008   | 0     | 0       | 0     | 0       |
| 2009   | 0     | 0       | 0     | 0       |
| 2010   | 0     | 0       | 0     | 0       |
| 2011   | 0     | 0       | 0     | 0       |
| 2012   | 0     | 0       | 1     | 1       |
| 2013   | 0     | 0       | 1     | 1       |
| 2015   | 1     | 2       | 1     | 4       |
| 2016   | 0     | 0       | 0     | 0       |
| 2017   | 1     | 2       | 1     | 4       |
| 2019   | 0     | 0       | 0     | 0       |
| 2020   | 0     | 0       | 2     | 1       |
| 2021   | 1     | 0       | 0     | 1       |
| 2023   | 0     | 0       | 0     | 0       |
| 2024   | 0     | 0       | 0     | 0       |
| Celkem | 6     | 6       | 9     | 21      |

## Výsledky do 10. místa
Mistrovství světa 1993
- Jana Kulhavá, Jiřina Adamičková, Iveta Knížková, Eva Háková –  místo, štafeta 4×7,5 km

Mistrovství světa 1995
- Eva Háková – 9. místo, sprint
- Petr Garabík, Roman Dostál, Jiří Holubec, Ivan Masařík –  místo, družstvo

Mistrovství světa 1996
- Petr Garabík – 8. místo, sprint

Mistrovství světa 1997
- Petr Garabík, Tomáš Holubec, Roman Dostál, Ivan Masařík – 9. místo, družstvo
- Irena Česneková, Hana Rychterová, Jiřina Pelcová, Kateřina Losmanová – 9. místo, družstvo

Mistrovství světa 2000
- Petr Garabík, Ivan Masařík, Roman Dostál, Zdeněk Vítek – 7. místo, štafeta
- Kateřina Losmanová, Jitka Pešinová, Irena Česneková, Eva Háková – 10. místo, štafeta

Mistrovství světa 2001
- Zdeněk Vítek – 10. místo, stíhací závod

Mistrovství světa 2003
- Kateřina Holubcová –  místo, vytrvalostní závod
- Kateřina Holubcová –  místo, sprint
- Zdeněk Vítek –  místo, sprint
- Kateřina Holubcová – 5. místo, hromadný závod
- Roman Dostál – 5. místo, hromadný závod
- Petr Garabík, Roman Dostál, Michal Šlesingr, Zdeněk Vítek – 6. místo, štafeta
- Zdeněk Vítek – 7. místo, hromadný závod
- Kateřina Holubcová – 8. místo, stíhací závod

Mistrovství světa 2004
- Petr Garabík, Tomáš Holubec, Roman Dostál, Michal Šlesingr – 8. místo, štafeta
- Magda Rezlerová, Irena Česneková, Zdeňka Vejnarová, Kateřina Holubcová – 9. místo, štafeta

Mistrovství světa 2005
- Roman Dostál –  místo, jednotlivci
- Kateřina Holubcová, Irena Česneková, Roman Dostál, Michal Šlesingr – 4. smíšená, štafeta
- Michal Šlesingr – 9. místo, jednotlivci
- Lenka Faltusová, Zdeňka Vejnarová, Irena Česneková, Kateřina Holubcová – 10. místo, štafeta

Mistrovství světa 2007
- Michal Šlesingr –  místo, jednotlivci
- Michal Šlesingr –  místo, sprint
- Michal Šlesingr – 4. místo, stíhací závod
- Ondřej Moravec, Zdeněk Vítek, Roman Dostál, Michal Šlesingr – 5. místo, štafeta
- Zdeňka Vejnarová, Magda Rezlerová, Ondřej Moravec, Zdeněk Vítek – 8. místo, smíšená štafeta

Mistrovství světa 2008
- Michal Šlesingr – 5. místo, stíhací závod
- Michal Šlesingr – 6. místo, sprint
- Zdeněk Vítek – 7. místo, vytrvalostní závod
- Michal Šlesingr, Jaroslav Soukup, Ondřej Moravec, Zdeněk Vítek – 7. místo, štafeta

Mistrovství světa 2009
- Veronika Vítková – 5. místo, vytrvalostní závod
- Veronika Vítková – 10. místo, stíhací závod
- Veronika Vítková – 10. místo, závod s hromadným startem
- Michal Šlesingr, Zdeněk Vítek, Roman Dostál,  Jaroslav Soukup – 10. místo, štafeta

Mistrovství světa 2011
- Michal Šlesingr – 8. místo, stíhací závod
- Veronika Vítková – 8. místo, vytrvalostní závod
- Jaroslav Soukup, Zdeněk Vítek, Ondřej Moravec, Michal Šlesingr – 10. místo, štafeta

Mistrovství světa 2012
- Jaroslav Soukup –  místo, vytrvalostní závod
- Michal Šlesingr – 6. místo, vytrvalostní závod
- Veronika Vítková, Barbora Tomešová, Ondřej Moravec, Michal Šlesingr – 8. místo, smíšená štafeta
- Michal Šlesingr, Zdeněk Vítek, Jaroslav Soukup, Ondřej Moravec – 9. místo, štafeta
- Veronika Vítková, Barbora Tomešová, Veronika Zvařičová, Jitka Landová – 10. místo, štafeta

Mistrovství světa 2013
- Veronika Vítková, Gabriela Soukalová, Ondřej Moravec, Jaroslav Soukup –  místo, smíšená štafeta
- Ondřej Moravec – 4. místo, vytrvalostní závod
- Ondřej Moravec – 4. místo, závod s hromadným startem
- Michal Šlesingr, Ondřej Moravec, Jaroslav Soukup, Michal Krčmář – 6. místo, štafeta
- Veronika Vítková – 8. místo, stíhací závod
- Veronika Vítková – 10. místo, sprint
- Veronika Vítková, Gabriela Soukalová, Jitka Landová, Barbora Tomešová – 10. místo, štafeta

Mistrovství světa 2015
- Veronika Vítková, Gabriela Soukalová, Michal Šlesingr, Ondřej Moravec –  místo, smíšená štafeta
- Gabriela Soukalová –  místo, vytrvalostní závod
- Ondřej Moravec –  místo, závod s hromadným startem
- Ondřej Moravec –  místo, vytrvalostní závod
- Michal Šlesingr – 4. místo, stíhací závod
- Gabriela Soukalová – 5. místo, stíhací závod
- Michal Šlesingr – 5. místo, závod s hromadným startem
- Michal Krčmář, Jaroslav Soukup, Michal Šlesingr, Ondřej Moravec – 6. místo, štafeta
- Michal Šlesingr – 7. místo, sprint
- Veronika Vítková – 8. místo, vytrvalostní závod
- Eva Puskarčíková, Gabriela Soukalová, Jitka Landová, Veronika Vítková – 8. místo, štafeta
- Ondřej Moravec – 9. místo, sprint
- Ondřej Moravec – 9. místo, stíhací závod

Mistrovství světa 2016
- Gabriela Soukalová – 4. místo, sprint
- Veronika Vítková – 4. místo, vytrvalostní závod
- Gabriela Soukalová – 4. místo, závod s hromadným startem
- Veronika Vítková – 5. místo, závod s hromadným startem
- Gabriela Soukalová – 5. místo, vytrvalostní závod
- Michal Krčmář – 5. místo, vytrvalostní závod
- Michal Krčmář, Jaroslav Soukup, Ondřej Moravec, Michal Šlesingr – 5. místo, štafeta
- Veronika Vítková, Gabriela Soukalová, Michal Šlesingr, Michal Krčmář – 6. místo, štafeta
- Jessica Jislová, Gabriela Soukalová, Lucie Charvátová, Michal Krčmář, Michal Šlesingr – 6. místo, smíšená štafeta
- Veronika Vítková – 8. místo, stíhací závod

Mistrovství světa 2017
- Gabriela Soukalová –  místo, sprint
- Gabriela Soukalová -  místo, vytrvalostní závod
- Ondřej Moravec –  místo, vytrvalostní závod
- Gabriela Soukalová –  místo, stíhací závod
- Gabriela Soukalová – 4. místo, závod s hromadným startem
- Jessica Jislová, Eva Puskarčíková, Veronika Vítková, Gabriela Soukalová - 4. místo,  štafeta
- Ondřej Moravec – 5. místo, sprint
- Ondřej Moravec – 5. místo, stíhací závod
- Michal Krčmář – 6. místo, vytrvalostní závod
- Eva Puskarčíková, Gabriela Soukalová, Ondřej Moravec, Michal Šlesingr – 7. místo, smíšená štafeta
- Tomáš Krupčík, Ondřej Moravec, Michal Šlesingr, Michal Krčmář – 10. místo, štafeta

Mistrovství světa 2019
- Michal Šlesingr, Ondřej Moravec, Tomáš Krupčík, Michal Krčmář – 4. místo, štafeta
- Veronika Vítková, Markéta Davidová, Ondřej Moravec, Michal Krčmář – 6. místo, smíšená štafeta
- Markéta Davidová – 7. místo, sprint
- Eva Puskarčíková, Ondřej Moravec – 9. místo, smíšený závod dvojic

Mistrovství světa 2020
- Eva Kristejn Puskarčíková, Markéta Davidová, Ondřej Moravec, Michal Krčmář –  místo, smíšená štafeta
- Lucie Charvátová –  místo, sprint
- Jessica Jislová, Markéta Davidová, Lucie Charvátová, Eva Kristejn Puskarčíková – 4. místo, štafeta
- Markéta Davidová – 8. místo, vytrvalostní závod
- Eva Puskarčíková – 10. místo, vytrvalostní závod

Mistrovství světa 2021
- Markéta Davidová –  místo, vytrvalostní závod (15 km)
- Jessica Jislová, Eva Puskarčíková, Markéta Davidová, Lucie Charvátová – 10. místo, štafeta

Mistrovství světa 2023
| Závodnice/Závodník | SP           | SZ           | HZ           | IZ           | ŠT           | SŠT          | SZD          |
| ------------------ | ------------ | ------------ | ------------ | ------------ | ------------ | ------------ | ------------ |
| Markéta Davidová   | 6.           | 16.          | 5.           | 10.          | 7.           | 5.           | –            |
| Lucie Charvátová   | 59.          | 41.          | –            | 39.          | 7.           | –            | –            |
| Jessica Jislová    | nestartovala | nestartovala | nestartovala | nestartovala | nestartovala | nestartovala | nestartovala |
| Eliška Václavíková | 65.          | –            | –            | 37.          | –            | –            | –            |
| Tereza Vinklárková | 85.          | –            | –            | 34.          | 7.           | –            | –            |
| Tereza Voborníková | 18.          | 7.           | 18.          | 45.          | 7.           | 5.           | 14.          |
| Michal Krčmář      | 14.          | 19.          | 27.          | 8.           | 4.           | 5.           | 14.          |
| Jonáš Mareček      | 68.          | –            | –            | 76.          | 4.           | –            | –            |
| Jakub Štvrtecký    | 15.          | 22.          | 22.          | 65.          | 4.           | –            | –            |
| Tomáš Mikyska      | 60.          | 31.          | 14.          | 14.          | 4.           | 5.           | –            |
| Adam Václavík      | 24.          | 51.          | –            | 81.          | –            | –            | –            |

Mistrovství světa 2024
| Závodnice/Závodník | SP  | SZ  | HZ  | IZ  | ŠT | SŠT | SZD |
| ------------------ | --- | --- | --- | --- | -- | --- | --- |
| Markéta Davidová   | 17. | 9.  | 15. | 20. | 7. | 14. | 10. |
| Lucie Charvátová   | 40. | LAP | –   | 71. | 7. | –   | –   |
| Jessica Jislová    | 48. | 42. | –   | 12. | 7. | 14. | –   |
| Kristýna Otcovská  | –   | –   | –   | –   | –  | –   | –   |
| Tereza Voborníková | 32. | 13. | –   | 52. | 7. | –   | –   |
| Vítězslav Hornig   | –   | –   | –   | 46. | 7. | –   | –   |
| Michal Krčmář      | 19. | 18. | 24. | 26. | 7. | 14. | –   |
| Jonáš Mareček      | 58. | DNS | –   | –   | 7. | –   | 10. |
| Jakub Štvrtecký    | 41. | 47. | –   | 63. | –  | –   | –   |
| Tomáš Mikyska      | 33. | 27. | 26. | 10. | 7. | 14. | –   |

### Změna jmen
- Jiřina Adamičková = Jiřina Pelcová
- Kateřina Losmanová = Kateřina Holubcová
- Irena Novotná = Irena Česneková
- Gabriela Soukalová = Gabriela Koukalová